# Schloss Dornbach

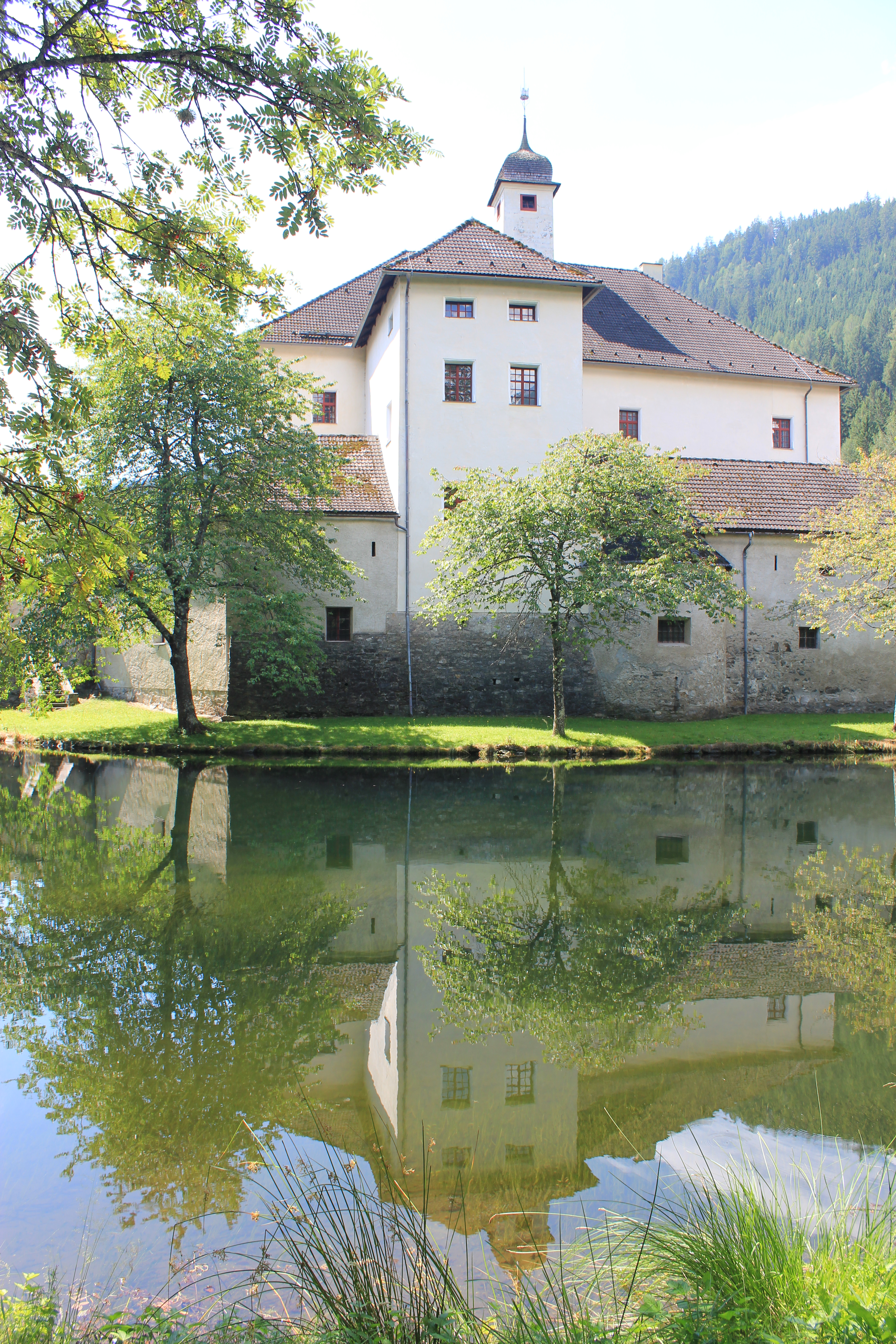
Schloss Dornbach (2012)

Schloss Dornbach ist ein Wasserschloss in der gleichnamigen Ortschaft der Gemeinde Malta in Kärnten. Das von einem breiten Wassergraben umgebene Bauwerk gehört zu den seltenen noch bestehenden Wasserschlössern Kärntens und steht unter Denkmalschutz.

## Geschichte
Eine salzburgische Herrschaft Dornbach ist für Ende des 13. Jahrhunderts nachweisbar. Sie wurde als Lehen verliehen, Sitz der Herren von Dornbach war eine Burg, das Vorgängergebäude des Schlosses Dornbach. Dieses fand erstmals 1462 als im Besitz des Andreas von Weißbriach stehend Erwähnung. Von 1639 bis 1932 war das Anwesen im Eigentum der Grafen von Lodron. Heute befindet sich Schloss Dornbach in Privatbesitz.

## Baubeschreibung
Die von einem breiten, baumbestandenen Wassergraben umgebene, hohe Ringmauer mit Schießscharten aus dem 14. Jahrhundert umschließt Schloss und Wirtschaftsgebäude. An der Ostseite führt eine Steinbrücke zum Schloss. Davor stehen barocke Steinfiguren einer Maria (1778) und eines Johannes Nepomuk (1779). Eine moderne Brücke befindet sich an der Westseite.
Das kubische, dreigeschoßige Renaissanceschloss aus dem 15. und 16. Jahrhundert ging aus dem Wohngebäude der ursprünglichen Burg des 14. Jahrhunderts hervor. Es hat ein Walmdach mit einem Dachreiter und besitzt Spitzbogenportale aus dem 15. Jahrhundert und abgefaste steinerne Fenstergewände aus dem 16. Jahrhundert. Die Kassettendecken entstanden um 1600.